# 研究振興局
研究振興局（けんきゅうしんこうきょく、英語: Research Promotion Bureau）は、文部科学省の内部部局の一つ。

## 職務
- 基礎研究の推進
- 産学連携の推進
- 重点分野における研究開発の推進
- 研究開発基盤の整備・充実

## 組織
- 振興企画課
- 基礎・基盤研究課
- 大学研究基盤整備課
- 学術研究助成課
- ライフサイエンス課
- 参事官（情報担当）
- 参事官（ナノテクノロジー・物質・材料担当）
- 研究振興戦略官

## 歴代研究振興局長

### 現職
| 氏名   | 出身省庁 | 前職               | 就任年月日    |
| ------ | -------- | ------------------ | ------------- |
| 淵上孝 | 文部省   | 大臣官房総括審議官 | 2025年7月15日 |

### 過去
| 氏名       | 出身官庁 | 前職                             | 在任期間                      | 後職                       |
| ---------- | -------- | -------------------------------- | ----------------------------- | -------------------------- |
| 遠藤昭雄   | 文部省   | 文部省学術国際局長               | 2001年1月6日 - 2002年8月1日   | 国立教育政策研究所長       |
| 石川明     | 文部省   | 高等教育局私学部長               | 2002年8月1日 - 2004年7月1日   | 高等教育局長               |
| 清水潔     | 文部省   | 大臣官房審議官                   | 2004年7月1日 - 2006年7月11日  | 高等教育局長               |
| 德永保     | 文部省   | 大臣官房審議官                   | 2006年7月11日 - 2008年7月11日 | 高等教育局長               |
| 磯田文雄   | 文部省   | 高等教育局私学部長               | 2008年7月11日 - 2010年7月30日 | 高等教育局長               |
| 倉持隆雄   | 文部省   | 大臣官房審議官                   | 2010年7月30日 - 2012年1月6日  | 国際統括官                 |
| 吉田大輔   | 文部省   | 文化庁次長                       | 2012年1月6日 - 2014年1月17日  | 高等教育局長               |
| 小松親次郎 | 文部省   | 高等教育局私学部長               | 2014年1月17日 - 2014年7月25日 | 初等中等教育局長           |
| 常盤豊     | 文部省   | 高等教育局私学部長               | 2014年7月25日 - 2015年8月4日  | 高等教育局長               |
| 小松弥生   | 文部省   | 独立行政法人国立美術館理事       | 2015年8月4日 - 2016年12月6日  | 埼玉県教育委員会教育長     |
| 関靖直     | 文部省   | 大臣官房総括審議官               | 2016年12月6日 - 2018年1月16日 | 北海道大学理事・事務局長   |
| 礒谷桂介   | 文部省   | 名古屋大学理事                   | 2018年1月16日 - 2019年7月9日  | 科学技術・学術政策研究所長 |
| 村田善則   | 文部省   | 文化庁次長                       | 2019年7月9日 - 2020年7月28日  | 北海道大学理事・事務局長   |
| 杉野剛     | 文部省   | 国立文化財機構理事               | 2020年7月28日 - 2021年9月21日 | 退職                       |
| 池田貴城   | 文部省   | 内閣官房教育再生実行会議担当室長 | 2021年9月21日 - 2022年9月1日  | 高等教育局長               |
| 森晃憲     | 文部省   | 高等教育局私学部長               | 2022年9月1日 - 2023年8月8日   | 退職                       |
| 塩見みづ枝 | 文部省   | 国立文化財機構理事               | 2023年8月8日 - 2025年7月15日  | 総合教育政策局長           |